# The Nightmare Man
The Nightmare Man (L'homme des cauchemars) est le premier épisode de la quatrième saison de la  série britannique de science-fiction The Sarah Jane Adventures. À ce jour, la série n'a jamais été diffusée en France.

## Synopsis
Accepté à l'université d'Oxford, Luke est hanté par de nombreux cauchemars peu de temps avant son départ, ceux-ci mettant en scène un mystérieux « homme des cauchemars ». 

### Première partie
L'épisode commence sur Luke en train d'enregistrer un message via un caméscope. L'épisode explique que quelques mois auparavant, il a dû avouer à Sarah Jane Smith qu'il a reçu une lettre offrant à Luke de rejoindre l'université d'Oxford avec quelques années d'avance. Chose qui, au passage, est avouée alors que tous deux sont menottés à une bombe qu'un Slitheen est sur le point de faire exploser (et que K-9 désamorcera).
L'épisode suit un décompte à partir des jours où Luke doit aller à l'université à partir du quatrième jour, chaque jour comptant comme un cauchemar nouveau, lié au fait qu'il voit ses amis aller au lycée sans lui, et il se met à imaginer que Sarah Jane puisse être contente de sa disparition. 
Deux jours avant son départ, Clyde organise une fête pour lui dans le sous-sol du lycée. Luke s'endort et voit le Nightmare-man pour la première fois.
Lors de la dernière nuit, Luke a peur de ce qui peut arriver, et on le voit enregistrer le message sur caméscope que l'on verra au début de l'épisode. Finalement, le nightmare man endort Luke et réussi à atteindre la réalité humaine.

### Seconde partie
Sortit dans la réalité, le Nightmare Man utilise ses pouvoirs pour rentrer à l'intérieur des rêves des gens. Ses premières victimes seront Rani et Clyde, l'une rêvant qu'elle est devenue reporter pour la BBC et qu'elle doit avouer au monde l'existence de Sarah Jane Smith, l'autre rêvant qu'il a fini sa vie en vendeur de fast-food et qu'il passe son temps devant une Sarah Jane devenue gâteuse et aigrie. Dans le monde réel, Sarah Jane découvre la vidéo de Luke, et tente d'entrer dans l'esprit de Luke, qui rêve d'être dans un couloir remplit de portes rouges. Sarah Jane réussi à interférer avec les rêves de Luke en demandant à K-9 de se brancher sur son cerveau. Mais le nightmare man réussira à rompre ce contact. 
Averti de ses pouvoirs, Luke réussira à contacter Rani et Clyde dans leur rêve, et de s'imaginer une porte rouge, afin de le rejoindre. Tous les trois réunis, ils réussiront à faire face aux différentes pression du Nightmare Man et à l'enfermer à l'intérieur du cauchemar de Clyde. 
De retour dans le monde réel, Sarah Jane offre à Luke K-9 pour qu'il veille sur lui. Luke part en voiture à l'université d'Oxford pendant que ses amis le saluent.

## Continuité
- Au début de l'épisode, Sarah Jane et ses amis sont aspergés par un Slitheen venant d'exploser, et Sarah Jane dit « oh non, pas encore ? » en effet, la même mésaventure arrivait à la fin de The Gift.
- À l'instar de Maria Jackson remplacée par Rani Chandra après son départ de la série, Luke rêve qu'il est remplacé par un autre enfant. Ironiquement, c'est plus ou moins ce qui se passera dans l'épisode Sky.
- On peut remarquer dans le grenier un appareil télékinésique, tel que celui de l'épisode The Lost Boy.

### Continuité avec leWhoniverse
- Dans l'épisode Le Seigneur des Rêves de Doctor Who, les personnages étaient aussi piégés par une créature prenant le contrôle de leurs rêves, et qui, comme le clown de The Day of the Clown se nourrissait lui aussi de la peur.

## Production
Cette saison est coproduite par Russell T Davies qui marque son attachement aux séries qu'il a créées. 

### Casting
- Julian Bleach est l'un des rares acteur à avoir joué dans toutes les séries du Whoniverse puisqu'il a joué le rôle du Ghostmaster dans l'épisode de Torchwood Le Dernier Souffle et le rôle de Davros dans le double épisode de Doctor Who La Terre volée/La Fin du voyage.
- Cet épisode marque le départ de Tommy Knight de la série, celui-ci ayant décidé de s'écarter de sa carrière d'acteur afin de poursuivre ses études.